# 난곡중학교
난곡중학교(蘭谷中學校)는 대한민국 서울특별시 금천구 독산동에 있는 공립 중학교이다.

## 학교 연혁
- 1980년 1월 24일 : 난곡중학교 설립 인가(20학급)
- 1980년 3월 5일 : 개교 및 1980학년도 입학식(남 7, 여 13학급)
- 1980년 3월 7일 : 초대 류승환 교장 취임
- 1983년 2월 16일 : 제1회 졸업식(1,380명)
- 2023년 1월 5일 : 제41회 졸업식 107명(누계 22,085명)
- 2022년 9월 23일 : 학생식당 개관식(총동문회, 약칭 난사총동에서 서울시의회 예산 확보)
- 2023년 3월 1일 : 제14대 김찬우 교장 취임
- 2023년 3월 2일 : 제44회 입학식 77명(남 33명, 여 44명)

## 참고 자료
- 난곡중학교 - 한국교육학술정보원 학교알리미